# Craugastor emcelae
Espèce
Synonymes
- Eleutherodactylus emcelae Lynch, 1985

Statut de conservation UICN

 CR A3ce : 
En danger critique
Craugastor emcelae est une espèce d'amphibiens de la famille des Craugastoridae.

## Répartition
Cette espèce est endémique du Panama. Elle se rencontre de 910 à 1 450 m d'altitude dans la cordillère de Talamanca.

## Description
Les mâles mesurent de 42,7 à 46,4 mm et la femelle 70,5 mm

## Étymologie
Cette espèce est nommée en l'honneur de Marsha C. Lynch, l'épouse de John Douglas Lynch. En effet emcelae est formé à partir des initiales de ce nom : M. C. L.

## Publication originale
- Lynch, 1985 : A new species of Eleutherodactylus from western Panama (Amphibia: Leptodactylidae). Herpetologica, vol. 41, no 4, p. 443-447.